# Leutel
Een leutel of warleutel was een grote houten spaan of spatel waarmee in de jaren van de vleetvisserij op haring de gekaakte haringen in een warrebak werden rondgewenteld met toegevoegd zout. Deze bezigheid werd als warren bestempeld.
Vervolgens werden de haringen, onder toevoeging van lagen zout, in kantjes (haringtonnen) overgebracht.

## Trivia
Voor Scheveningen gold het begrip leutel, het "Woordenboek van de volkstaal van Katwijk aan Zee" toont het woord reutel met daarbij een verwijzing naar leuter. Een dergelijke verwisseling van medeklinkers wordt dissimilatie genoemd.